# هومفری کمپل
هومفری کمپل (به انگلیسی: Humphrey Campbell) (۲۶ فوریهٔ ۱۹۵۸ ‏- ۲۵ مارس ۲۰۲۴) خواننده سورینامی-هلندی بود.
او نماینده هلند در مسابقه آواز یوروویژن ۱۹۹۲ بود.